# EZ Publish
eZ Publish（イージー・パブリッシュ）は、ノルウェーの Ibexa AS 社（旧 eZ Systems AS 社）によって開発されたオープンソースのエンタープライズPHPコンテンツ管理システム。eZ Publishは二つのライセンスで利用でき、eZ PublishコミュニティエディションはGNU GPL2、eZ Publishエンタープライズは商用ライセンスで提供されている。日本では株式会社 Ibexa Japan がサポートの窓口となっている。eZ Publish は2015年に後継の eZ Platform に引き継がれ、2020年に Ibexa DXP へと製品名が変更された。

## 使用領域
eZ Publishはカスタマイズされたウェブアプリケーションの開発をサポートしている。使用は個人的なホームページから、ロールベース多ユーザーアクセスとEコマースを含めた多言語の企業ウェブサイトまでの範囲である。US Navy DASN、ヴォーグ (雑誌)とウォール・ストリート・ジャーナル日本版を含めた、広く様々な種類とサイズのワールドワイドのウェブアプリケーションで使用されている。

## 操作方法
eZ Publishはウェブブラウザで管理できる。他にソフトウェアは必要ない。ワープロの様なコンテンツをフォーマットできるリッチテキストエディタも含まれている。その結果、HTMLの知識がなくても、コンテンツを編集することができる。コンテンツ管理はフロントエンドからでも行える。

## デュアルライセンス
ソフトウェアは無償で提供されるもので、GPLに基づいて使用して変更することができる。さらに、有償のプロフェッショナルサポートは、 eZ Publishエンタープライズで使用可能である。また、GPLとは異なるライセンスを付与できる商用ライセンスも利用可能である。
その商業運転をサポートするために、Ibexa 社はアプリケーションの実装を行う認定パートナー企業のネットワークを持っている。

## 機能範囲
eZ Publishの機能範囲が、ウェブアプリケーションのプロフェッショナルかつセキュアな開発が含まれている。機能範囲はコンテンツのバージョン管理、メディアライブラリ、ロールベースの権限管理、モバイル開発、サイトマップ、検索と印刷を含めている。
さらに、システムは機能を含めたエクステンションを利用している。そのためアップグレードの際にカスタム機能の互換性を維持できる。

## 技術
eZ PublishはPHPで書かれており、5.0からフレームワークにSymfonyを採用している。
データベース抽象化レイヤは、最も一般的なデータベースの使用を可能にする。コアシステムへの変更をせずにはMySQL、PostgreSQL、Microsoft SQL Server、およびOracle Databaseが対応可能である。
ソフトウェアはクラスターに対応しており、すべてのコンテンツをXMLストレージを経由してコンテンツとプレゼンテーションの分離を強制している。
デフォルト機能
- ユーザー定義のコンテンツクラスとオブジェクト
- ロールベースの権限システム
- バージョン管理
- ワークフロー管理とタスクシステム
- 画像変換とスケーリング
- データベース抽象化レイヤ
- Unicodeによる多言語サポート
- XML 、SOAP 、ローカライゼーションと国際化のためのライブラリ
- 検索エンジンのサポート

## リリース
4.4以降のeZ Publishの各バージョンでは著名な山の名前にちなんだコードネームを採用している。
| バージョン | コードネーム | リリース日     | ノート |
| ---------- | ------------ | -------------- | --- |
| 4.4        | Fuji         | 2010年9月28日  | |
| 4.5        | Matterhorn   | 2011年3月29日  | |
| 4.6        | Annapurna    | 2011年11月18日 | |
| 4.7        | Etna         | 2012年5月15日  | 4.x系最終リリース。 |
| 5.0        | Kilimanjaro  | 2012年11月27日 | new stackとしてフレームワークにSymfonyを採用した最初のバージョン。 |
| 5.1        | Stadda       | 2013年5月28日  | レガシーDFSを使用した5.xのクラスタリングサポート、スタッシュ利用による5系APIの永続的DBキャッシュ、eZPage (eZflow) 読み取り専用サポート。 |
| 5.2        | Aconcagua    | 2013年11月19日 | |
| 5.3        | Ventoux      | 2014年5月27日  | LTS（長期サポート）リリース。Doctrine DBALの採用、ユーザー認証にSymfonyのセキュリティコンポーネントを採用、Composerの完全対応、レガシーのシングルサインオンのサポート、"eZ Platform" stackを使ったコンテンツプレビュー、eZ FindでSolr 4.xサポート、Ubuntu 14.04サポート、Symfonyのプロファイラーでのデバッグに対応、コメント管理の改善、REST API v2改善、検索APIのMapLocationサポート、言語切り替えの改善、地図表示のDemoの更新。 |
| 5.4        | Castor       | 2014年12月2日  | LTSリリース、独自の動画I/Oサポート、バイナリファイル管理、独自の互換性を備えたクラスターサポート、従来のDFSクラスター、動画、改良版キャッシュシステムのサポート。 |

## 事例
eZ PublishをCMSと利用したウェブサイトの例：
- Opera.com
- Elle Magazine（エル・オンライン）
- エル・ママン
- Men's club（メンズクラブ・オンライン）
- 日本気象協会
- 共和電業
- 京都大学農業システム工学分野
- FIFA
- U.S American Museum of Natural History
- Elle イタリア
- Elle 香港
- Vogue Australia
- CNBC
- Cosmopolitan
- Oslo Stock Exchange
- ClubCorp

## 過去に採用された事例
過去にeZ PublishをCMSと利用したウェブサイトの例：
- 小学館
- （公財）損害保険事業総合研究所
- 日本ミシュランタイヤ
- ニューチャーネットワークス
- 信州 Live on
- MIT VPF
- Neustar